# 斯瓦瓦

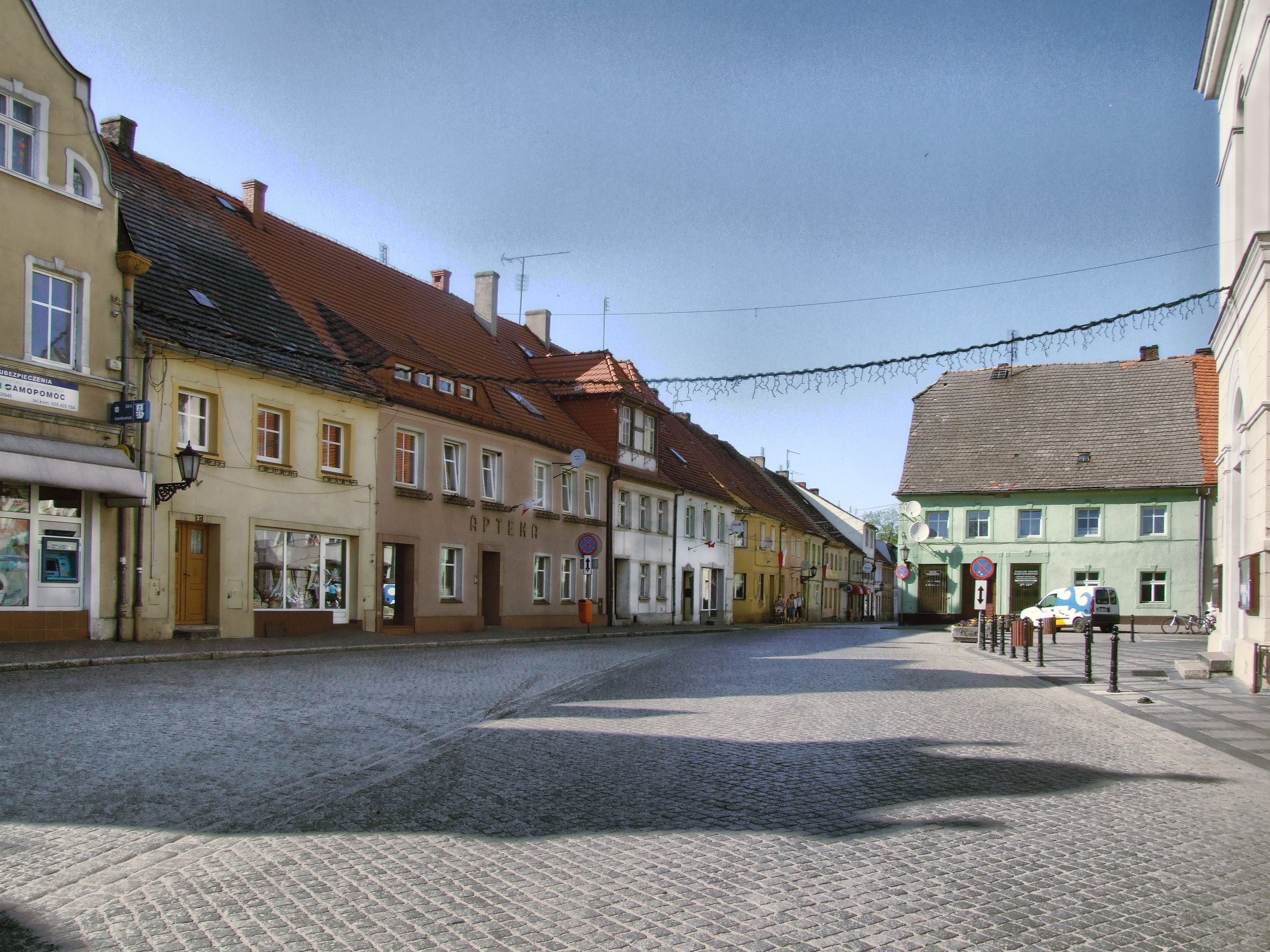

斯瓦瓦是波蘭的城鎮，位於該國西部，距離格沃古夫24公里，由盧布斯卡省負責管轄，始建於十三世紀，面積14.31平方公里，2006年人口3,893。第二次世界大戰期間，納粹德國在該鎮設立集中營。
51°53′N 16°05′E / 51.883°N 16.083°E